# Клятва (фільм, 2008)
Клятва — український короткометражний фільм режисера Марини Вроди.

## Інформація

### У головних ролях
- Ася Киливник
- Олексій Лобода
- Валерія Богданова
- Леся Самаєва
- Олександр Кобзар

### Знімальна команда
- Режисер — Марина Врода
- Сценарій — Марина Врода
- Оператор — Олена Чеховська
- Композитор — Антон Байбаков
- Прод.сер — Олена Чеховська[2]
- Монтаж — Таїсія Бойко

### Цікаві факти
- Короткометражний фільм „Клятва“ є дипломною роботою Марини Врода. Він також успішно був показаний на 37-ому міжнародному кінофестивалі „Молодість“ (2007) у конкурсній програмі студентських робіт.
- Марина Врода вдруге в історії національного кіно здобула головний приз Каннського фестивалю у програмі короткометражних фільмів.
- Удостоєний «Золотої пальмової гілки» «Крос» — це добротна робота із символічним змістом бігу в нікуди. Цікаво, що бюджет тріумфальної картини склав 3,5 тисяч €.